# Neocrepidodera femorata
Neocrepidodera femorata är en skalbaggsart som först beskrevs av Leonard Gyllenhaal 1813.  Neocrepidodera femorata ingår i släktet Neocrepidodera, och familjen bladbaggar. Arten är reproducerande i Sverige.